# فوضی چخماق—هاستانه (متروی استانبول)
فوضی چخماق—هاستانه (انگلیسی: Fevzi Çakmak–Hastane) یکی از ایستگاه‌های خط ام۴ متروی استانبول است.
این ایستگاه که در منطقه پندیک قرار دارد در سال ۲۰۲۲ تأسیس شده‌است.